# Oleg Zagorodnev
Oleg Zagorodnev, född den 7 juli 1959 i Koroljov, Ryssland, är en sovjetisk landhockeyspelare.
Han tog OS-brons i herrarnas landhockeyturnering i samband med de olympiska landhockeytävlingarna 1980 i Moskva.